# Collepardo
Collepardo – miejscowość i gmina we Włoszech, w regionie Lacjum, w prowincji Frosinone.
Według danych na rok 2004 gminę zamieszkiwało 928 osób, 38,7 os./km².
Urodził tu się dyplomata papieski abp Giovanni Battista Guidi.